# Kid Harpoon
Thomas Edward Percy Hull (Chatham, 1982. április 20. –), művésznevén Kid Harpoon, angol énekes, dalszerző, zenész és producer. Főként Harry Styles egyik első számú közreműködőjeként ismert, de dolgozott együtt olyan előadókkal is, mint a Florence + the Machine, Calvin Harris, Shakira, Rihanna, Jessie Ware, Jamie N Commons és Carly Connor. A Florence + the Machine Shake It Out daláért Grammy-jelölést is kapott.

## Diszkográfia

### Előadóként

#### Stúdióalbumok
| Cím  | Részletek                                                                                              |
| ---- | --- |
| Once | - Megjelent: 2009. szeptember 28. - Kiadó: Young Turks - Formátumok: digitális letöltés, CD, hanglemez |

#### Középlemezek
| Cím        | Részletek                                                                       |
| ---------- | ------------------------------------------------------------------------------- |
| The First  | - Megjelent: 2007 - Kiadó: Young Turks - Formátumok: CD, hanglemez              |
| The Second | - Megjelent: 2008. február 18. - Kiadó: Young Turks - Formátumok: CD, hanglemez |

#### Kislemezek
Kid Harpoon – The River, The Ocean, The Pearl, Brikabrak Records – 2006 (CD és hanglemez)
1. Riverside
2. It’s Time

### Dalszerzőként és producerként
| Év   | Előadó                 | Dal                                                     | További dalszerzők | További producerek                                                | Album                               |
| ---- | ---------------------- | ------------------------------------------------------- | --- | ----------------------------------------------------------------- | ----------------------------------- |
| 2011 | Florence + the Machine | Never Let Me Go                                         | Florence Welch Paul Epworth | N/A                                                               | Ceremonials                         |
| 2011 | Florence + the Machine | Leave My Body                                           | Florence Welch Paul Epworth | N/A                                                               | Ceremonials                         |
| 2012 | Jamie N Commons        | Devil in Me                                             | Jamie Nick Commons | Nincsenek további producerek                                      | Nem jelent meg albumon              |
| 2012 | Spector                | Celestine                                               | N/A | Trevor Horn                                                       | Enjoy It While It Lasts             |
| 2012 | Jessie Ware            | Wildest Moments                                         | Jessica Ware | Dave Okumu                                                        | Devotion                            |
| 2012 | Spector                | Twenty Nothing                                          | N/A | Nincsenek további producerek                                      | Enjoy It While It Lasts             |
| 2012 | Jessie Ware            | Night Light                                             | Jessica Ware Dave Okumu | Dave Okumu                                                        | Devotion                            |
| 2012 | Jessie Ware            | Taking in Water                                         | Jessica Ware | Dave Okumu                                                        | Devotion                            |
| 2012 | Calvin Harris          | Sweet Nothing (Florence Welch közreműködésével)         | Adam Wiles Florence Welch | N/A                                                               | 18 Months                           |
| 2012 | Jack Beats             | Storm (Kid Harpoon közreműködésével)                    | Benjamin Geffin Niall Dailly | N/A                                                               | Somebody to Love EP                 |
| 2013 | Miles Kane             | Give Up                                                 | Miles Kane | N/A                                                               | Give Up EP                          |
| 2013 | Jamie N Commons        | Wash Me in the Water                                    | Jamie Nick Commons | N/A                                                               | Rumble and Sway EP                  |
| 2013 | Lewis Watson           | It Could Be Better                                      | Lewis Watson | N/A                                                               | The Wild EP                         |
| 2013 | Florence + the Machine | Over the Love                                           | Florence Welch Aaron Jerome Stuart Hammond | Emile Haynie Baz Luhrmann                                         | The Great Gatsby OST                |
| 2013 | Joel Compass           | Fucked Up                                               | Joel Compass | Joel Compass                                                      | Astronaut EP                        |
| 2013 | Miles Kane             | Tonight                                                 | Miles Kane | N/A                                                               | Don’t Forget Who You Are            |
| 2013 | Miles Kane             | Caught in the Act                                       | Miles Kane | N/A                                                               | Don’t Forget Who You Are            |
| 2013 | Mayer Hawthorne        | Robot Love                                              | Andrew Cohen John Hill William Curtis | Mayer Hawthorne John Hill (co.)                                   | Where Does This Door Go             |
| 2013 | Professor Green        | Are You Getting Enough? (Miles Kane közreműködésével)   | Stephen Manderson Miles Kane | Nincsenek további producerek                                      | Growing Up in Public                |
| 2013 | Birdy                  | Light Me Up                                             | Jasmine Bogaerde | N/A                                                               | Fire Within                         |
| 2013 | Haim                   | Days Are Gone                                           | Danielle Haim Alana Haim Este Haim Jessica Ware | N/A                                                               | Days Are Gone                       |
| 2013 | Eliza Doolittle        | Back Packing                                            | Eliza Caird | Nincsenek további producerek                                      | In Your Hands                       |
| 2013 | Eliza Doolittle        | Walking on Water                                        | Eliza Caird | Nincsenek további producerek                                      | In Your Hands                       |
| 2013 | Eliza Doolittle        | Missing Kissing                                         | Eliza Caird | Nincsenek további producerek                                      | In Your Hands                       |
| 2013 | Eliza Doolittle        | One in a Bed                                            | N/A | Eliot James                                                       | In Your Hands                       |
| 2013 | Bipolar Sunshine       | Drowning Butterflies                                    | Adio Marchant | Nincsenek további producerek                                      | Drowning Butterflies EP             |
| 2014 | Shakira                | Can’t Remember to Forget You (Rihanna közreműködésével) | Shakira Ripoll Kaj Hassle Daniel Ledinsky John Hill Robyn Fenty                                                                                     | Shakira John Hill Kuk Harrell (voc.)                              | Shakira                             |
| 2014 | Foxes                  | Let Go for Tonight                                      | Louisa Allen | Mike Spencer Future Cut (tov.) Ben Preston (tov.)                 | Glorious                            |
| 2014 | Skrillex               | Fire Away feat. Kid Harpoon                             | Sonny Moore | N/A                                                               | Recess                              |
| 2014 | Christina Perri        | Burning Gold                                            | Christina Perri | N/A                                                               | Head or Heart                       |
| 2014 | Lily Allen             | Bass Like Home                                          | Lily Cooper | Nincsenek további producerek                                      | Nem jelent meg albumon              |
| 2014 | LP                     | One Last Mistake                                        | Laura Pergolizzi | N/A                                                               | Forever for Now                     |
| 2014 | Years & Years          | Take Shelter                                            | Oliver Thornton Michael Goldsworthy Emre Turkmen | N/A                                                               | Communion                           |
| 2014 | Professor Green        | Little Secrets (Mr. Probz közreműködésével)             | Stephen Manderson | Alex Cores Hayes                                                  | Growing Up in Public                |
| 2014 | Years & Years          | Desire (szóló vagy Tove Lo közreműködésével)            | Oliver Thornton Michael Goldsworthy Emre Turkmen Ebba Tove Nilsson (remix)                                                                          | N/A                                                               | Communion                           |
| 2014 | Jessie Ware            | Desire                                                  | Jessica Ware Daniel Daley Mitchum Chin Paul Jeffries                                                                                                | N/A                                                               | Tough Love                          |
| 2014 | Rae Morris             | Closer                                                  | Rachel Morris | N/A                                                               | Unguarded                           |
| 2014 | Brooke Fraser          | Je Suis Pret                                            | Brooke Ligertwood | N/A                                                               | Brutal Romantic                     |
| 2014 | Quvenzhané Wallis      | Who Am I? (Jamie Foxx és Cameron Diaz közreműködésével) | Sia Furler Greg Kurstin William Gluck | N/A                                                               | Annie OST                           |
| 2014 | James Bay              | Collide                                                 | James Bay | N/A                                                               | Chaos and the Calm                  |
| 2014 | James Bay              | Wait in Line                                            | James Bay | N/A                                                               | Hold Back the River EP              |
| 2015 | Florence + the Machine | What Kind of Man                                        | Florence Welch John Hill | N/A                                                               | How Big, How Blue, How Beautiful    |
| 2015 | Years & Years          | Worship                                                 | Oliver Thornton Michael Goldsworthy Emre Turkmen Thomas Barnes Peter Kelleher Benjamin Kohn                                                         | N/A                                                               | Communion                           |
| 2015 | Sigma                  | Higher (Labrinth közreműködésével)                      | Wayne Hector Thomas Barnes Peter Kelleher Benjamin Kohn                                                                                             | N/A                                                               | Life                                |
| 2015 | Denai Moore            | Absent                                                  | Denai Moore | N/A                                                               | Elsewhere                           |
| 2015 | Florence + the Machine | Ship to Wreck                                           | Florence Welch | Markus Dravs                                                      | How Big, How Blue, How Beautiful    |
| 2015 | Florence + the Machine | Make Up Your Mind                                       | Florence Welch | Charlie Hugall                                                    | How Big, How Blue, How Beautiful    |
| 2015 | Gin Wigmore            | In My Way                                               | Virginia Wigmore | N/A                                                               | Blood to Bone                       |
| 2015 | Tourist                | Holding On (Josef Salvat és Niia közreműködésével)      | William Phillips | N/A                                                               | Nem jelent meg albumon              |
| 2015 | Omi                    | Babylon                                                 | John Ryan II | John Ryan                                                         | Me 4 U                              |
| 2015 | James Morrison         | Naked with You                                          | James Morrison Timothy Bran Roy Kerr | N/A                                                               | Higher Than Here                    |
| 2016 | Foxes                  | Cruel                                                   | Louisa Allen | N/A                                                               | All I Need                          |
| 2016 | Foxes                  | Shoot Me Down                                           | Louisa Allen Jonas Quant | N/A                                                               | All I Need                          |
| 2016 | Aurora                 | Home                                                    | Daniel Wilson | N/A                                                               | AMDGMAAF                            |
| 2016 | JP Cooper              | Five More Days (Avelino közreműködésével)               | John Paul Cooper Achi Avelino | Nincsenek további producerek                                      | Nem jelent meg albumon              |
| 2016 | Simonne Jones          | Gravity                                                 | Simonne Jones | Nincsenek további producerek                                      | Gravity EP                          |
| 2016 | Banks & Steelz         | Giant                                                   | Paul Banks Robert Diggs John Hill | John Hill                                                         | Anything But Words                  |
| 2016 | AlunaGeorge            | Wanderlust                                              | Aluna Francis George Reid John Hill Ajay Bhattacharya                                                                                               | N/A                                                               | I Remember                          |
| 2016 | Shawn Mendes           | Roses                                                   | Shawn Mendes Tobias Jesso Jr. | N/A                                                               | Illuminate                          |
| 2017 | Lea Michele            | Heavy Love                                              | Alexandra Hughes Christopher Braide | N/A                                                               | Places                              |
| 2017 | Harry Styles           | Sweet Creature                                          | Harry Styles | Tyler Johnson (tov.) Alex Salibian (tov.) Jeff Bhasker (tov.)     | Harry Styles                        |
| 2017 | Niia                   | Hurt You First                                          | Niia Bertino Robin Hannibal | N/A                                                               | I                                   |
| 2017 | Harry Styles           | Carolina                                                | Harry Styles Ryan Nasci Mitch Rowland Tyler Johnson Alex Salibian Jeff Bhasker                                                                      | Tyler Johnson Alex Salibian Jeff Bhasker                          | Harry Styles                        |
| 2017 | Mabel                  | Bedroom                                                 | Mabel McVey Sarah Aarons | Josh Crocker Cameron Gower Poole                                  | Bedroom EP                          |
| 2017 | Portugal. The Man      | Easy Tiger                                              | John Gourley Michael Hart Ammar Malik John Hill Ajay Bhattacharya                                                                                   | N/A                                                               | Woodstock                           |
| 2017 | PVRIS                  | No Mercy                                                | Brian MacDonald Lindsay Gunnulfsen Blake Harnage | N/A                                                               | AWKOH, AWNOH                        |
| 2017 | Jessie Ware            | Alone                                                   | Jessica Ware Sarah Aarons | ST!NT                                                             | Glasshouse                          |
| 2017 | Mabel                  | Ivy                                                     | Mabel McVey Cameron Gower Poole Brian Kennedy | N/A                                                               | Ivy to Roses                        |
| 2017 | Jessie Ware            | Thinking About You                                      | Jessica Ware | Sammy Witte (tov.)                                                | Glasshouse                          |
| 2017 | Kailee Morgue          | Discovery                                               | Kailee Morgue Christopher Baran | N/A                                                               | Medusa EP                           |
| 2018 | Years & Years          | Sanctify                                                | Oliver Thornton | Nincsenek további producerek                                      | Palo Santo                          |
| 2018 | Seeb                   | Drink About (Dagny közreműködésével)                    | Simen Eriksrud Espen Berg Sarah Aarons Alexandra Robotham                                                                                           | N/A                                                               | Nice to Meet You EP                 |
| 2018 | Plan B                 | Grateful                                                | Benjamin Drew Dominic Betmead Ellis Taylor | N/A                                                               | Heaven Before All Hell Breaks Loose |
| 2018 | Lykke Li               | Sex Money Feelings Die                                  | Li Zachrisson Ilsey Juber Sarah Aarons James Ryan Ho Dacoury Natche                                                                                 | Malay DJ Dahi                                                     | So Sad So Sexy                      |
| 2018 | Lykke Li               | Bad Woman                                               | N/A | Malay                                                             | So Sad So Sexy                      |
| 2018 | Years & Years          | Don’t Panic                                             | Oliver Thornton | Nincsenek további producerek                                      | Palo Santo                          |
| 2018 | Noah Cyrus             | Mad at You (Gallanttal)                                 | Noah Cyrus Sarah Aarons | Jenna Andrews                                                     | Good Cry EP                         |
| 2018 | Maggie Rogers          | Light On                                                | Maggie Rogers Greg Kurstin | Greg Kurstin Maggie Rogers (tov.)                                 | Heard It in a Past Life             |
| 2018 | Lauren Jauregui        | Expectations                                            | N/A | Nincsenek további producerek                                      | Nem jelent meg albumon              |
| 2019 | Kiesza                 | Sweet Love                                              | Kiesa Rae Ellestad Philippe Sly Kasper Falkenberg Nicholas Furdal                                                                                   | NamahFalcon                                                       | Crave                               |
| 2019 | Radio Fluke            | Medicine                                                | Harry Styles | Nincsenek további producerek                                      | Radio Fluke EP                      |
| 2019 | Lykke Li               | Neon                                                    | Li Zachrisson | Nincsenek további producerek                                      | Still Sad Still Sexy EP             |
| 2019 | Lykke Li               | So Sad So Sexy (Alt.)                                   | N/A | Nincsenek további producerek                                      | Still Sad Still Sexy EP             |
| 2019 | Lykke Li               | Deep End (Alt.)                                         | N/A | Nincsenek további producerek                                      | Still Sad Still Sexy EP             |
| 2019 | Wrabel                 | Magic                                                   | Stephen Wrabel | Nincsenek további producerek                                      | One of Those Happy People EP        |
| 2019 | Patrick Martin         | Both of You                                             | Patrick Martin Jesse Mason | Jesse Mason                                                       | Nem jelent meg albumon              |
| 2019 | Alfie Templeman        | Used to Love                                            | Alfie Templeman | Alfie Templeman                                                   | Don’t Go Wasting Time EP            |
| 2019 | Harry Styles           | Lights Up                                               | Harry Styles Tyler Johnson | Tyler Johnson                                                     | Fine Line                           |
| 2019 | Grace Carter           | Fired Up                                                | Grace Carter George Flint Henry Flint | The 23rd DetoNate (tov.)                                          | Nem jelent meg albumon              |
| 2019 | King Princess          | If You Think It’s Love                                  | Mikaela Straus | King Princess                                                     | Cheap Queen                         |
| 2019 | Jessie Ware            | Mirage (Don’t Stop)                                     | Jessica Ware Clarence Coffee Jr. James Ford Matthew Tavares Benjamin Bernstead Keren Woodward Sara Dallin Siobhan Fahey Steven Jolley Anthony Swain | N/A                                                               | What’s Your Pleasure?               |
| 2019 | Harry Styles           | Golden                                                  | Harry Styles Mitch Rowland Tyler Johnson | Tyler Johnson                                                     | Fine Line                           |
| 2019 | Harry Styles           | Adore You                                               | Harry Styles Amy Allen Tyler Johsnon | Tyler Johnson (co.)                                               | Fine Line                           |
| 2019 | Harry Styles           | Watermelon Sugar                                        | Harry Styles Mitch Rowland Tyler Johnson | Tyler Johnson                                                     | Fine Line                           |
| 2019 | Harry Styles           | Cherry                                                  | Harry Styles Sammy Witte Jeff Bhasker Tyler Johnson                                                                                                 | Tyler Johnson Sammy Witte                                         | Fine Line                           |
| 2019 | Harry Styles           | Falling                                                 | Harry Styles | Tyler Johnson (tov.)                                              | Fine Line                           |
| 2019 | Harry Styles           | To Be So Lonely                                         | Harry Styles Mitch Rowland Tyler Johnson | Tyler Johnson                                                     | Fine Line                           |
| 2019 | Harry Styles           | She                                                     | Harry Styles Mitch Rowland Jeff Bhasker | Tyler Johnson (co.)                                               | Fine Line                           |
| 2019 | Harry Styles           | Sunflower, Vol. 6                                       | Harry Styles Greg Kurstin | N/A                                                               | Fine Line                           |
| 2019 | Harry Styles           | Canyon Moon                                             | Harry Styles Mitch Rowland | Tyler Johnson (tov.)                                              | Fine Line                           |
| 2019 | Harry Styles           | Fine Line                                               | Harry Styles Mitch Rowland Sammy Witte Tyler Johnson                                                                                                | Tyler Johnson                                                     | Fine Line                           |
| 2020 | Alfie Templeman        | Forever Isn’t Long Enough                               | Alfie Templeman | Alfie Templeman Jeremy Hatcher                                    | Forever Isn’t Long Enough           |
| 2020 | Shawn Mendes           | Intro                                                   | N/A | Shawn Mendes Scott Harris (tov.) Nate Mercereau (tov.)            | Wonder                              |
| 2020 | Shawn Mendes           | Wonder                                                  | Shawn Mendes Scott Harris Nathaniel Mercereau | Shawn Mendes Nate Mercereau Scott Harris (tov.)                   | Wonder                              |
| 2020 | Cam                    | Changes                                                 | Harry Styles Lori McKenna Tyler Johnson | N/A                                                               | The Otherside                       |
| 2020 | Shawn Mendes           | Higher                                                  | N/A | Shawn Mendes Nate Mercereau Scott Harris (tov.) Sly (tov.)        | Wonder                              |
| 2020 | Shawn Mendes           | 24 Hours                                                | Shawn Mendes Scott Harris Nathaniel Mercereau | Shawn Mendes Scott Harris Nate Mercereau (tov.)                   | Wonder                              |
| 2020 | Shawn Mendes           | Teach Me How to Love                                    | Shawn Mendes Scott Harris Nathaniel Mercereau | Shawn Mendes Nate Mercereau Scott Harris (tov.)                   | Wonder                              |
| 2020 | Shawn Mendes           | Call My Friends                                         | Shawn Mendes Scott Harris John Ryan II Nathaniel Mercereau                                                                                          | Shawn Mendes John Ryan Nate Mercereau (tov.) Scott Harris (tov.)  | Wonder                              |
| 2020 | Shawn Mendes           | Dream                                                   | Shawn Mendes Scott Harris Nathaniel Mercereau | Shawn Mendes Nate Mercereau Scott Harris (tov.)                   | Wonder                              |
| 2020 | Shawn Mendes           | Song for No One                                         | N/A | Shawn Mendes Frank Dukes Nate Mercereau Scott Harris (tov.)       | Wonder                              |
| 2020 | Shawn Mendes           | 305                                                     | Shawn Mendes Scott Harris Nathaniel Mercereau | Nate Mercereau Scott Harris (tov.)                                | Wonder                              |
| 2020 | Shawn Mendes           | Always Been You                                         | N/A | Shawn Mendes Nate Mercereau Scott Harris (tov.)                   | Wonder                              |
| 2020 | Shawn Mendes           | Piece of You                                            | N/A | Shawn Mendes Ricky Reed Nate Mercereau (tov.) Scott Harris (tov.) | Wonder                              |
| 2020 | Shawn Mendes           | Look Up at the Stars                                    | Shawn Mendes Scott Harris | Shawn Mendes Nate Mercereau (tov.) Scott Harris (tov.)            | Wonder                              |
| 2020 | Shawn Mendes           | Can’t Imagine                                           | N/A | Shawn Mendes Nate Mercereau (tov.) Scott Harris (tov.)            | Wonder                              |
| 2021 | Celeste                | Tonight Tonight                                         | N/A | Josh Crocker Charlie Hugall                                       | Not Your Muse                       |
| 2022 | Maggie Rogers          | That’s Where I Am                                       | Maggie Rogers | Kid Harpoon Maggie Rogers                                         | Surrender                           |
| 2022 | Florence + the Machine | Cassandra                                               | Florence Welch | N/A                                                               | Dance Fever                         |
| 2022 | Harry Styles           | Music for a Sushi Restaurant                            | Harry Styles Tyler Johnson Mitch Rowland | Tyler Johnson                                                     | Harry’s House                       |
| 2022 | Harry Styles           | Late Night Talking                                      | Harry Styles | Tyler Johnson                                                     | Harry’s House                       |
| 2022 | Harry Styles           | Grapejuice                                              | Harry Styles Tyler Johnson | Tyler Johnson                                                     | Harry’s House                       |
| 2022 | Harry Styles           | As It Was                                               | Harry Styles Tyler Johnson | Tyler Johnson                                                     | Harry’s House                       |
| 2022 | Harry Styles           | Daylight                                                | Harry Styles Tyler Johnson | Tyler Johnson                                                     | Harry’s House                       |
| 2022 | Harry Styles           | Little Freak                                            | Harry Styles | Tyler Johnson                                                     | Harry’s House                       |
| 2022 | Harry Styles           | Matilda                                                 | Harry Styles Amy Allen Tyler Johnson | Tyler Johnson                                                     | Harry’s House                       |
| 2022 | Harry Styles           | Cinema                                                  | Harry Styles Samuel Witte | Tyler Johnson Sammy Witte                                         | Harry’s House                       |
| 2022 | Harry Styles           | Daydreaming                                             | Harry Styles Tyler Johnson Louis Johnson Valerie Johnson Alex Weir Quincy Jones Tom Bahler                                                          | Tyler Johnson                                                     | Harry’s House                       |
| 2022 | Harry Styles           | Keep Driving                                            | Harry Styles Tyler Johnson Mitch Rowland | Tyler Johnson                                                     | Harry’s House                       |
| 2022 | Harry Styles           | Satellite                                               | Harry Styles Tyler Johnson | Tyler Johnson                                                     | Harry’s House                       |
| 2022 | Harry Styles           | Boyfriends                                              | Harry Styles Tyler Johnson Tobias Jesso Jr. | Tyler Johnson                                                     | Harry’s House                       |
| 2022 | Harry Styles           | Love of My Life                                         | Harry Styles Tyler Johnson | Tyler Johnson                                                     | Harry’s House                       |